# Waleri Kusmitsch Nepomnjaschtschi
Waleri Kusmitsch Nepomnjaschtschi (russisch Валерий Кузьмич Непомнящий; * 7. August 1943 in Slawgorod, Region Altai) ist ein ehemaliger sowjetischer Fußballspieler in der Verteidigerposition und heutiger russischer Fußballtrainer.

## Karriere

### Spieler
Waleri Nepomnjaschtschi spielte für die turkmenische Jugendmannschaft, für SKIF Ashgabat und Spartak Samarkand. Seine aktive Laufbahn als Spieler beendete er wegen Gesundheitsproblemen frühzeitig im Alter von 25 Jahren.

### Trainer
Als Trainer begann Nepomnjaschtschi 1970 bei der Fußballschule des Sportkomitees von Turkmenistan. 1979 bis 1983 trainierte er „Kolchostschi“ Aschchabat. 2006 übernahm er den usbekischen Spitzenverein Pachtakor Taschkent sowie die usbekische Fußballnationalmannschaft als Trainer.
Den größten Erfolg hatte Waleri Nepomnjaschtschi als Trainer von Kamerun bei der Fußballweltmeisterschaft 1990 in Italien. Kamerun erreichte das Viertelfinale, wo es gegen England erst in der Verlängerung verlor. Die kamerunische Nationalmannschaft war das erste afrikanische Land, das ein Viertelfinale bei einer Fußball-Weltmeisterschaft erreichte.
Von 2008 bis September 2011 und von 2014 bis April 2016 trainierte er die russische Premjer-Liga-Mannschaft Tom Tomsk.